# Straßenbahn Miskolc
Die Straßenbahn Miskolc ist ein wichtiger Teil des ÖPNV in der ungarischen Stadt Miskolc.
Das Straßenbahnnetz ist seit 1897 in Betrieb und wird heute von zwei Linien befahren.

## Geschichte

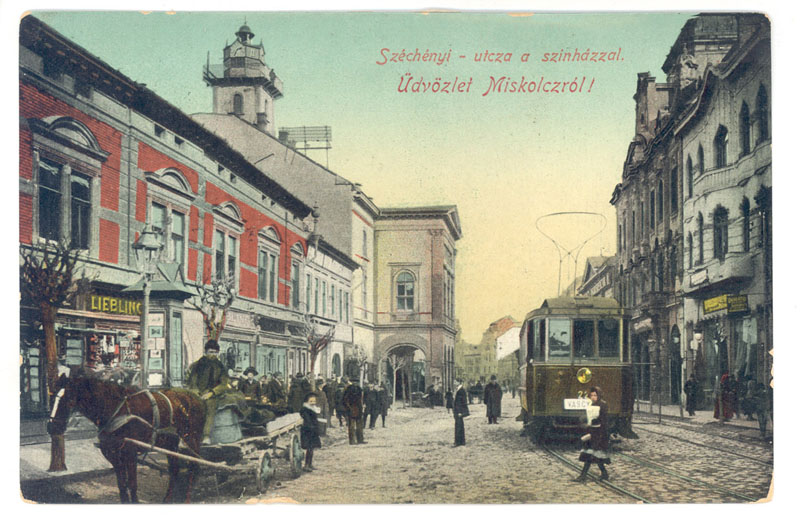
Széchenyi-Straße, zwischen 1897 und 1910; links im Bild das Nationaltheater

Die 1897 beschaffte Güterlokomotive

Der Bedarf an öffentlichen Verkehrsmitteln in Miskolc kam in der zweiten Hälfte des 19. Jahrhunderts auf. Die neu gebaute Eisenbahnstrecke und ihr Bahnhof waren zur damaligen Zeit weit von der eigentlichen Stadt entfernt und noch weiter war der Weg von der benachbarten Stadt Diósgyőr und ihrer Eisenhütte. Die Pläne für die erste Straßenbahnstrecke wurden im Jahr 1895 fertiggestellt.
Die erste Straßenbahnlinie wurde am 10. Juli 1897 eröffnet und bediente einschließlich der Endhaltestellen elf Stationen. Sie verlief vom Bahnhof Tiszai zur Sankt-Anna-Kirche. Diese Strecke wird auch von beiden heute betriebenen Linien noch befahren. Zudem wurde auch Güterverkehr durchgeführt, hierzu stand von Beginn an eine Straßenbahnlokomotive zur Beförderung von Eisenbahngüterwagen im Stadtgebiet zur Verfügung. Miskolc war nach Budapest (1887), Pozsony (1895, heute Bratislava) und Szombathely (Anfang 1897) die vierte ungarische Stadt, welche eine elektrische Straßenbahn erhielt. Miskolc war ferner nach Budapest, Temesvár, Szeged und Debrecen die fünfte Stadt mit einem Normalspurbetrieb, während die Netze in Pozsony und Szombathely meterspurig waren.
Wegen des Erfolgs der Ost-West-Strecke wurde schon vor dem Ende des Jahres 1897 eine Nord-Süd-Linie zwischen Búza tér (dem Hauptmarkt der Stadt) und dem Volksgarten (einem beliebten Freizeitpark) gebaut. Diese Strecke wurde im Jahr 1910 zum benachbarten Dorf Hejőcsaba verlängert.
Zu Beginn des 20. Jahrhunderts wurde die Ost-West-Strecke nach Diósgyőr verlängert. Der Verkehr auf der Linie zwischen der Sankt-Anna-Kirche und Diósgyőr wurde im Jahr 1904 aufgenommen.
Die Konzession für diese Strecke wurde nicht als städtische Bahn vergeben, sondern als Vorstadtbahn, da sie die Stadtgrenze von Miskolc überquerte. Sie wurde auch von einer anderen Gesellschaft betrieben, der Miskolc-Diósgyőri Helyiérdekű Vasút Rt. (MDV, Städtische Bahngesellschaft Miskolc-Diósgyőr), wohingegen die Linie Bahnhof Tiszai – Sankt Anna-Kirche von der Miskolci Városi Villamos Vasút (MVV, Städtische Straßenbahn Miskolc) betrieben wurde. Aus diesem Grund mussten die Fahrgäste an der Kirche umsteigen. Diese Unannehmlichkeit wurde im Jahr 1906 beseitigt, als beide Linien vereinigt wurden und der Betrieb der Strecke nach Diósgyőr von der MVV übernommen wurde.
Bis 1947 versorgte die Straßenbahngesellschaft die Stadt Miskolc auch mit elektrischer Energie.
Nach dem Zweiten Weltkrieg wurden die Stadtgrenzen weiter nach außen verschoben. Miskolc wurde zur zweitgrößten Stadt der Ungarischen Volksrepublik. Die Schwerindustrie gewann an Bedeutung und Sozialwohnungen wurden gebaut, wodurch Bus- und Straßenbahnlinien neue Fahrgäste gewannen. Jetzt wurde ihre Hauptaufgabe der Transport von Arbeitern zu den Fabriken.
Im Jahr 1954 wurde die MVV mit der Betreibergesellschaft der Buslinien unter dem Namen Miskolc Városi Közlekedési (MVK, Stadtverkehr Miskolc) zusammengefasst. Die Nord-Süd-Strecke wurde im Jahr 1960 stillgelegt, da sie die neuen Wohngebiete in diesem Gebiet nicht erschloss. 1964 wurde die Strecke Bahnhof Tiszai – Diósgyőr zweigleisig ausgebaut.

### Seit dem Jahr 1989

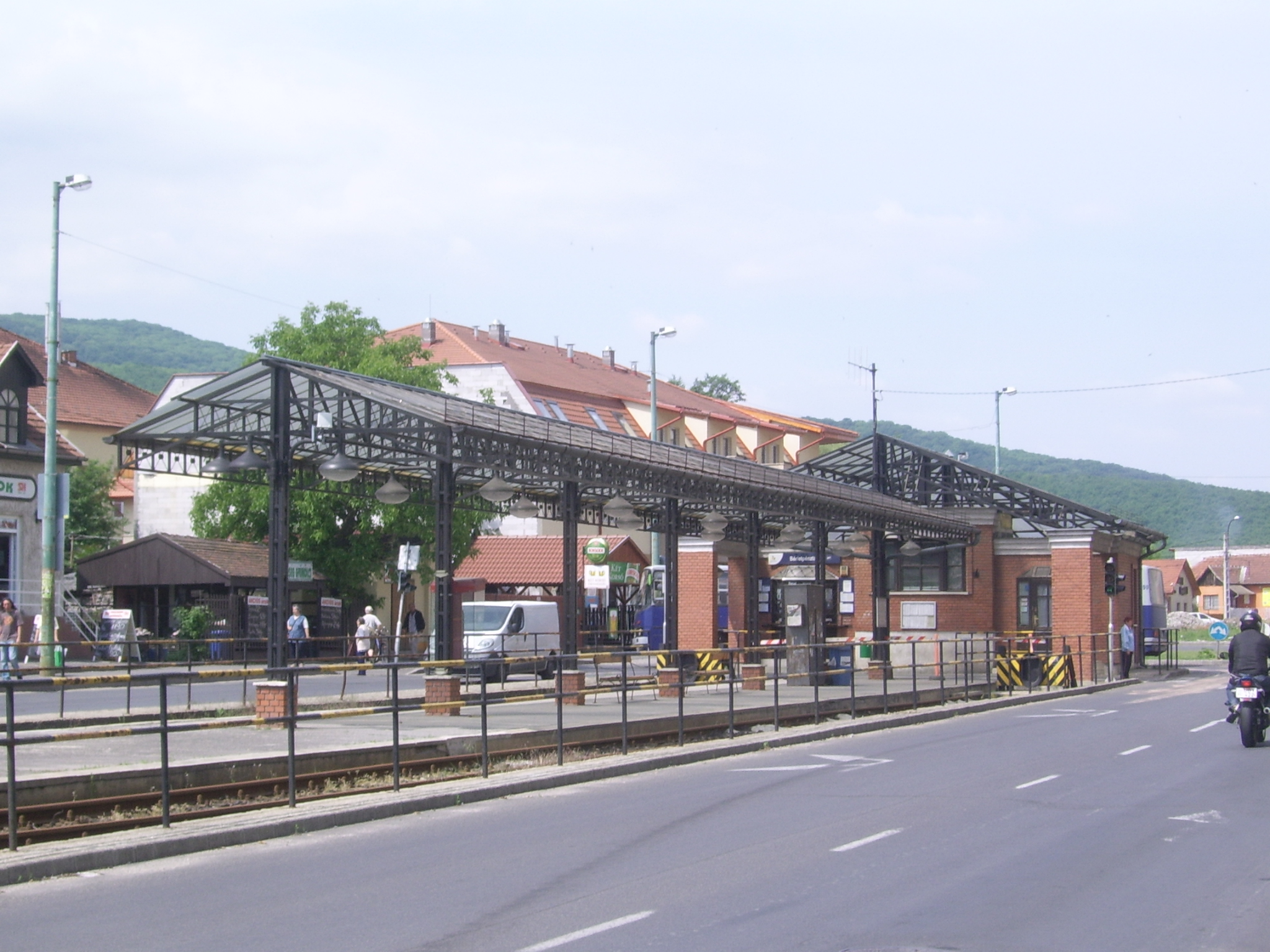
Ehemalige Endstelle Diósgyőr vor dem Bau der Streckenverlängerung (Mai 2011).

Nach dem Fall des Eisernen Vorhangs begann der MVK mit der Erneuerung des Fahrzeugparks. Ab 1991 kamen gebrauchte Tatra-Straßenbahnen aus der Tschechoslowakei nach Miskolc, ab 2002 gebrauchte Wagen der Straßenbahn Wien. Auf diese Weise konnten die Béngali-Triebwagen, die einen starken Schienenverschleiß verursachten, aus dem Betrieb genommen werden. Nach dem Beitritt zur Europäischen Union wurde die Entscheidung getroffen, 31 neue Niederflur-Gelenktriebwagen zu beschaffen. Im Jahr 2010 ging AnsaldoBreda als Gewinner aus der Ausschreibung hervor und sollte die neuen Bahnen zwischen Anfang 2012 und Ende 2012 liefern. Da Mitbewerber gegen die Entscheidung Berufung einlegten, wurde diese Bestellung noch 2010 gerichtlich aufgehoben. Zwei neue Ausschreibungen verliefen ergebnislos und erst am 15. Februar 2012 wurden die neuen Bahnen bei Škoda Transportation bestellt. Die Lieferung soll jetzt zwischen Februar 2014 und Februar 2015 erfolgen.
Am 3. Mai 2010 begannen die Arbeiten zur vollständigen Erneuerung der Strecke der Linie 1 und ihrer Verlängerung über die bisherige Stumpfendstelle Diósgyőr hinaus um 1,5 Kilometer bis zur neuen Wendeschleife Felső-Majláth. Insgesamt umfasst die Streckenverlängerung drei Haltestellen. Sie endet am Bahnhof der Schmalspurbahn LÁEV nach Lillafüred und Garadna, die allerdings nur dem Touristenverkehr dient. An der Haltestelle Diósgyőri Gimnázium wurde mittig zwischen den Streckengleisen ein Kehrgleis angelegt, so dass die Möglichkeit besteht, Verstärkungsfahrten an dieser Haltestelle enden zu lassen. Seit dem 14. Dezember 2011 fanden auf dem neuen Abschnitt Probe- und Fahrschulfahrten statt. Am 16. Januar 2012 ging die Neubaustrecke in Betrieb.
Seit dem 1. März 2012 verkehrt die Linie 2 zur Eisenhütte nur noch montags bis freitags. Die Eisenhütte, die früher ein starkes Verkehrsaufkommen hatte und auf der ein Großteil der Miskolcer Bürger arbeitete, ist inzwischen fast völlig stillgelegt. Am Wochenende wurde zunächst die Ringlinie 0 zwischen Újgyőr und der Eisenhütte eingesetzt. Der Straßenbahnverkehr zur Eisenhütte an Samstagen und Sonntagen wurde dann nach kurzer Zeit ganz eingestellt.

## Linien
| \| \| \| \| \| \| \| \| Felső-Majláth 1 \| \| \| \| \| Alsó-Majláth \| \| \| \| \| Bölcs utca \| \| \| \| \| Diósgyőr városközpont \| \| \| \| \| Vince utca \| \| \| \| \| Zenta utca \| \| \| \| \| LÁEV (Waldeisenbahn-Station) \| \| \| \| \| Diósgyőri Gimnázium \| \| \| \| \| Bulgárföld \| \| \| \| \| ehemalige Linie 4 \| \| \| \| \| DVTK Stadion \| \| \| \| \| \| \| \| \| \| Újgyőri piac \| \| \| \| \| Vasgyári Evangélikus templom \| \| \| \| \| Vasgyár 2 \| \| \| \| \| Újgyőri főtér \| \| \| \| \| \| \| \| \| \| Károly utca \| \| \| \| \| Gyula utca \| \| \| \| \| Balázs Győző tér \| \| \| \| \| Thököly utca \| \| \| \| \| Szt. Anna tér \| \| \| \| \| Malomszög utca \| \| \| \| \| Városház tér \| \| \| \| \| Villanyrendőr \| \| \| \| \| Szinvapark \| \| \| \| \| Soltész Nagy Kálmán utca \| \| \| \| \| Selyemrét \| \| \| \| \| Tiszai Pályaudvar 1 2 \| \| \| \| \| Depot \| \| |  |                              |                              |
| |  |                              |                              |
| U-Bahn-Bahnhof |  | Felső-Majláth 1              | Felső-Majláth 1              |
| U-Bahn-Haltepunkt / Haltestelle |  | Alsó-Majláth                 | Alsó-Majláth                 |
| U-Bahn-Haltepunkt / Haltestelle |  | Bölcs utca                   | Bölcs utca                   |
| U-Bahn-Haltepunkt / Haltestelle |  | Diósgyőr városközpont        | Diósgyőr városközpont        |
| ehemaliger U-Bahn-Haltepunkt / Haltestelle |  | Vince utca                   | Vince utca                   |
| U-Bahn-Haltepunkt / Haltestelle |  | Zenta utca                   | Zenta utca                   |
| U-Bahn-Haltepunkt / Haltestelle |  | LÁEV (Waldeisenbahn-Station) | LÁEV (Waldeisenbahn-Station) |
| U-Bahn-Haltepunkt / Haltestelle |  | Diósgyőri Gimnázium          | Diósgyőri Gimnázium          |
| U-Bahn-Haltepunkt / Haltestelle |  | Bulgárföld                   | Bulgárföld                   |
| U-Bahn-Strecke quer (außer Betrieb) · U-Bahn-Abzweig geradeaus und ehemals von rechts |  | ehemalige Linie 4            | ehemalige Linie 4            |
| U-Bahn-Haltepunkt / Haltestelle |  | DVTK Stadion                 | DVTK Stadion                 |
| U-Bahn-Strecke von links · U-Bahn-Strecke geradeaus und quer · U-Bahn-Abzweig geradeaus, nach rechts und von rechts |  |                              |                              |
| U-Bahn-Bahnhof · U-Bahn-Haltepunkt / Haltestelle |  | Újgyőri piac                 | Újgyőri piac                 |
| U-Bahn-Bahnhof · U-Bahn-Strecke |  | Vasgyári Evangélikus templom | Vasgyári Evangélikus templom |
| U-Bahn-Bahnhof · U-Bahn-Strecke |  | Vasgyár 2                    | Vasgyár 2                    |
| U-Bahn-Bahnhof · U-Bahn-Haltepunkt / Haltestelle |  | Újgyőri főtér                | Újgyőri főtér                |
| U-Bahn-Strecke nach links · U-Bahn-Strecke quer · U-Bahn-Abzweig geradeaus, nach rechts und von rechts |  |                              |                              |
| U-Bahn-Haltepunkt / Haltestelle |  | Károly utca                  | Károly utca                  |
| U-Bahn-Haltepunkt / Haltestelle |  | Gyula utca                   | Gyula utca                   |
| U-Bahn-Haltepunkt / Haltestelle |  | Balázs Győző tér             | Balázs Győző tér             |
| U-Bahn-Haltepunkt / Haltestelle |  | Thököly utca                 | Thököly utca                 |
| U-Bahn-Haltepunkt / Haltestelle |  | Szt. Anna tér                | Szt. Anna tér                |
| U-Bahn-Haltepunkt / Haltestelle |  | Malomszög utca               | Malomszög utca               |
| U-Bahn-Haltepunkt / Haltestelle |  | Városház tér                 | Városház tér                 |
| U-Bahn-Haltepunkt / Haltestelle |  | Villanyrendőr                | Villanyrendőr                |
| U-Bahn-Haltepunkt / Haltestelle |  | Szinvapark                   | Szinvapark                   |
| U-Bahn-Haltepunkt / Haltestelle |  | Soltész Nagy Kálmán utca     | Soltész Nagy Kálmán utca     |
| U-Bahn-Haltepunkt / Haltestelle |  | Selyemrét                    | Selyemrét                    |
| U-Bahn-Bahnhof quer · U-Bahn-Abzweig nach rechts und von rechts |  | Tiszai Pályaudvar 1 2        | Tiszai Pályaudvar 1 2        |
| U-Bahn-Betriebs-/Güterbahnhof Streckenende |  | Depot                        | Depot                        |

| Linie | Linienweg                             | Länge | Halte | Fahrzeit | Fahrzeuge                 |
| ----- | ------------------------------------- | ----- | ----- | -------- | ------------------------- |
| 1     | Bahnhof Tiszai ↔ Felső-Majláth        | 11 km | 23    | 35 min   | Skoda 26Thu3              |
| 2     | Bahnhof Tiszai ↔ Vasgyár (Eisenhütte) | 7 km  | 16    | 25 min   | Tatra KT8D5, Skoda 26Thu3 |

| Linie 1 | Linie 2 |
| --- | --- |
| - Tiszai pályaudvar (Bahnhof Tiszai) - Selyemrét - Soltész Nagy Kálmán utca - Szinvapark - Villanyrendőr - Városház tér - Malomszög utca - Szent Anna tér - Thököly utca - Balázs Győző tér - Gyula utca - Károly utca - Újgyőri főtér - Újgyőri piac - DVTK Stadion - Bulgárföld - Diósgyőri Gimnázium - LÁEV (LÁEV Waldeisenbahn-Station) - Zenta utca - Diósgyőr városközpont (Zentrum Diósgyőr) - Bölcs utca - Alsó-Majláth (Köln utca) - Felső-Majláth | - Tiszai pályaudvar (Bahnhof Tiszai) - Selyemrét - Soltész Nagy Kálmán utca - Szinvapark - Villanyrendőr - Városház tér - Malomszög utca - Szent Anna tér - Thököly utca - Balázs Győző tér - Gyula utca - Károly utca - Újgyőri főtér (Újgyőri Hauptplatz) - Újgyőri piac (nur Richtung Vasgyár) - Vasgyári Evangélikus templom (nur Richtung Vasgyár) - Vasgyár (Eisenhütte) |

## Entwicklung des Liniennetzes
Im Laufe der Geschichte verkehrten in Miskolc folgende Straßenbahnlinien:
- Linie 1 Bahnhof Tiszai ↔ Diósgyőr (1897 bis heute)
- Linie 1A Bahnhof Tiszai ↔ Eszperantó tér (1958) (heute: Szent Anna tér)
- Linie 2 Búza tér ↔ Hejőcsaba (1897 bis 1960)
- Linie 2 Bahnhof Tiszai ↔ Vasgyár (Eisenhütte) (1964 bis heute)
- Linie 3 Diósgyőr ↔ Vasgyár (1951 bis 1991)
- Linie 4 Bulgárföld ↔ Tatárdomb (1964 bis 1976)
- Linie 0 Vasgyár ↔ Marx tér/Újgyőri főtér (1970 bis 1989, Feb.–Apr. 2012 und 2014 bis 2015)

## Wagenpark

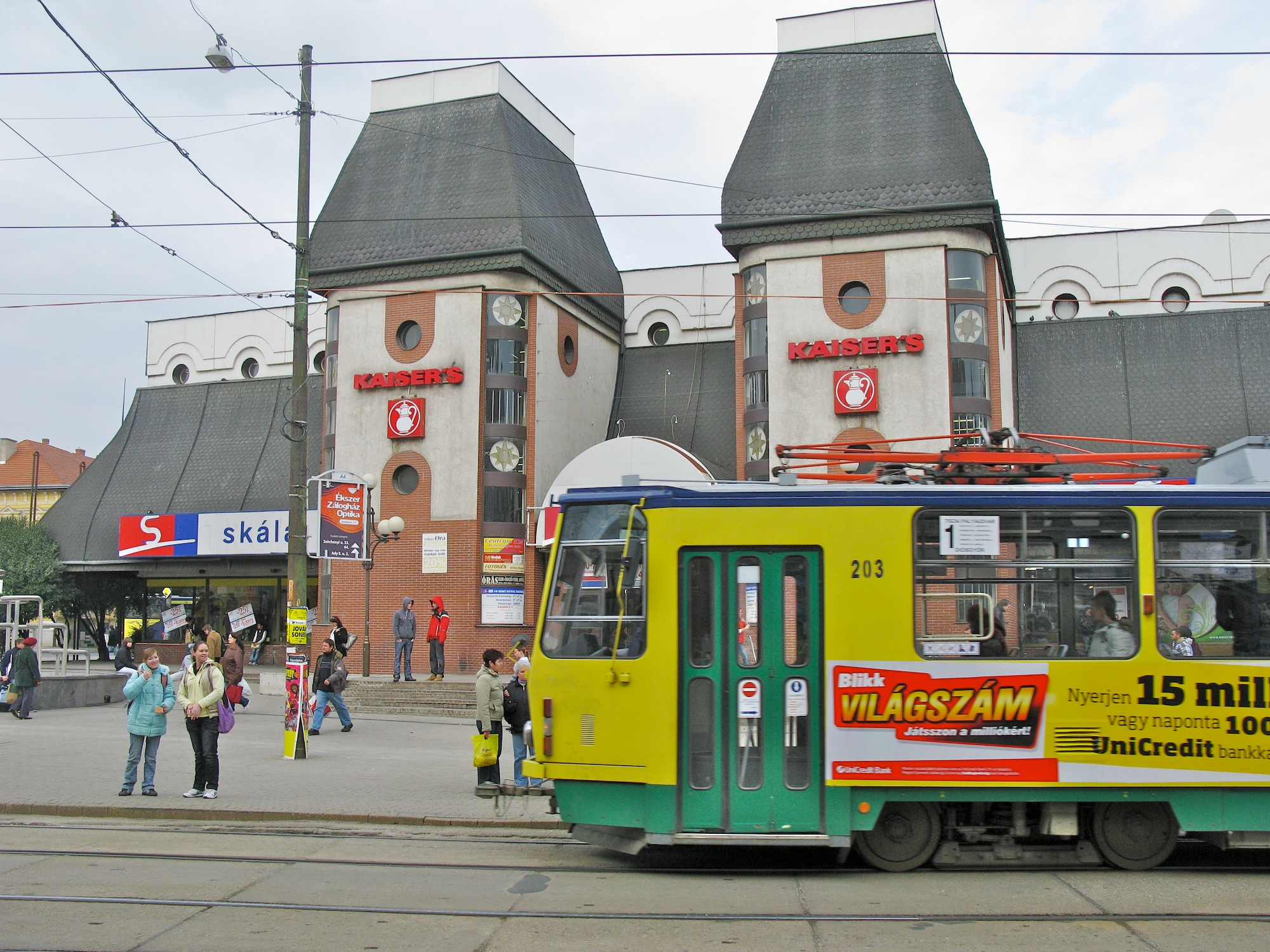
Tatra KT8D5 in Miskolc.

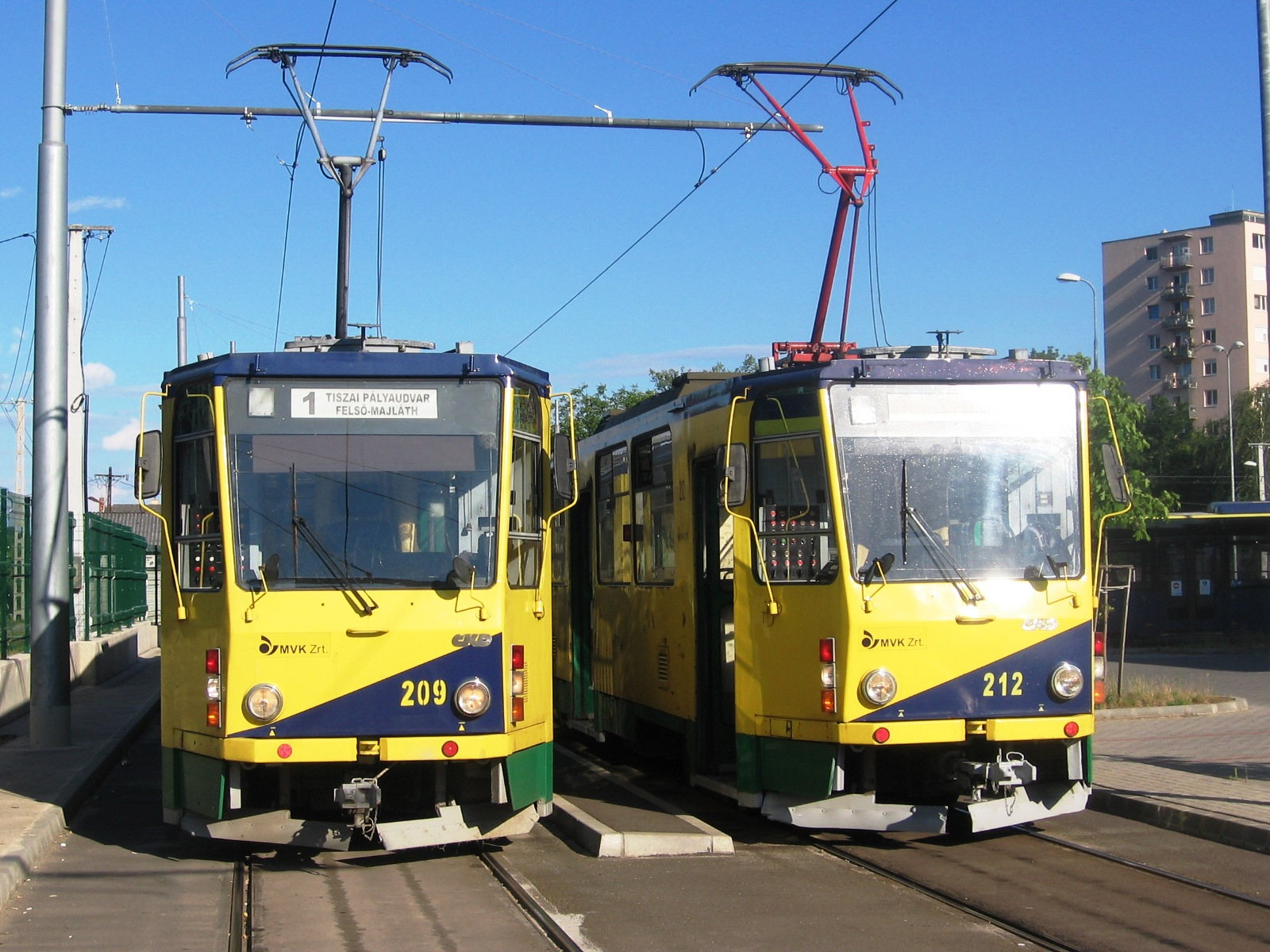
Typ Tatra KT8D5

### Tatra KT8D5
Ab 1991 übernahm die Straßenbahn Miskolc von der Straßenbahn Košice insgesamt acht gebrauchte Zweirichtungs-Gelenktriebwagen des Typs KT8D5 des Herstellers ČKD Tatra, die dort nicht mehr benötigt wurden. Dazu kamen 1997 noch zehn Wagen von der Straßenbahn Most–Litvínov in Tschechien. Sie wurden in den Jahren 1986 bis 1991 hergestellt und erhielten in Miskolc die Wagennummern 200 bis 217. Die Wagen fuhren bis 2014 auf der Linie 1, und wurden anschließend auf beiden Linien 1 und 2 eingesetzt.
Nach Inbetriebnahme der Škoda 26 T wurden sie noch im Jahr 2015 außer Betrieb genommen. Drei werden als Reservefahrzeuge weiter betriebsfähig vorgehalten. Eines der Fahrzeuge soll als Museumswagen langfristig erhalten werden. 
Im Laufe des Jahres 2016 wurden insgesamt sieben Fahrzeuge an die Verkehrsbetriebe Prag abgegeben. Dort sollen sie ein niederfluriges  Mittelteil erhalten und weiter im Linienbetrieb eingesetzt werden. Weitere acht Triebzüge wurden ab Mai 2019 ebenfalls nach Prag verkauft. In Miskolc verblieben die Wagen mit den Nummern 202, 203 und 209. Sie stammen alle aus Košice.

### Škoda 26 T

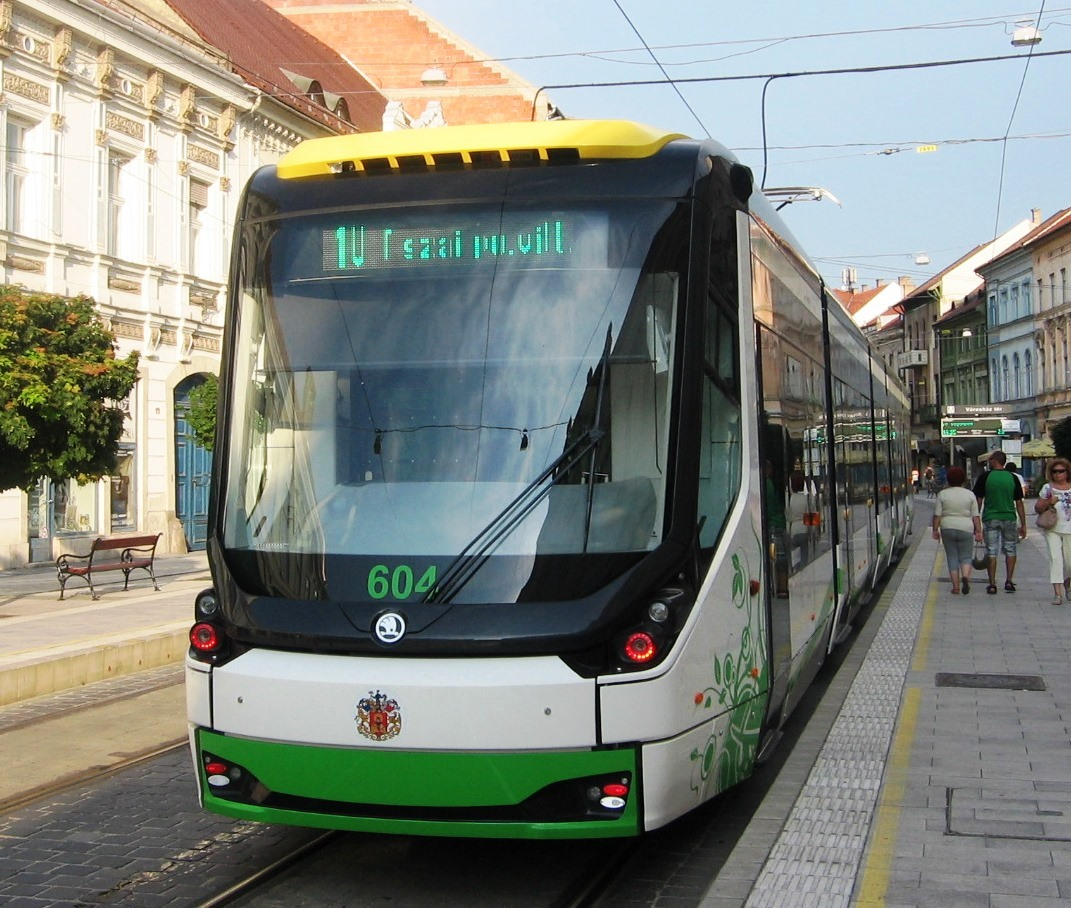
Typ Škoda 26 THu3

Am 15. Februar 2012 unterzeichnete der tschechische Hersteller Škoda Transportation einen Vertrag zur Lieferung von 31 Niederflurwagen des Typs 26 T nach Miskolc. Der Vertrag hat einen Umfang von 74 Millionen Euro und schließt einen zehnjährigen Wartungsvertrag ein. Die fünfteiligen Zweirichtungswagen sind 32 Meter lang und 2,65 Meter breit. Die Antrieb erfolgt mit vier Drehstrom-Asynchronmotoren mit einer Antriebsleistung von jeweils 100 Kilowatt. Das Fassungsvermögen beträgt 56 Sitzplätze und 244 Stehplätze (maximal). Die Wagen sind vollständig niederflurig mit einer Einstiegshöhe von 33 Zentimetern und klimatisiert. Die Lieferung ist für den Zeitraum 2013 bis 2015 geplant. Der erste Wagen mit der Nummer 601 absolvierte im Juli 2013 bereits Probefahrten in Miskolc. Die Škoda-Wagen fahren seit 2014 im Fahrgastbetrieb.

Die Škoda-Wagen werden auf den Linien 1 und 2 eingesetzt.
Außerdem verfügt die Straßenbahn Miskolc über einen Schneepflug aus dem Jahr 1910 mit der Wagennummer M 5.

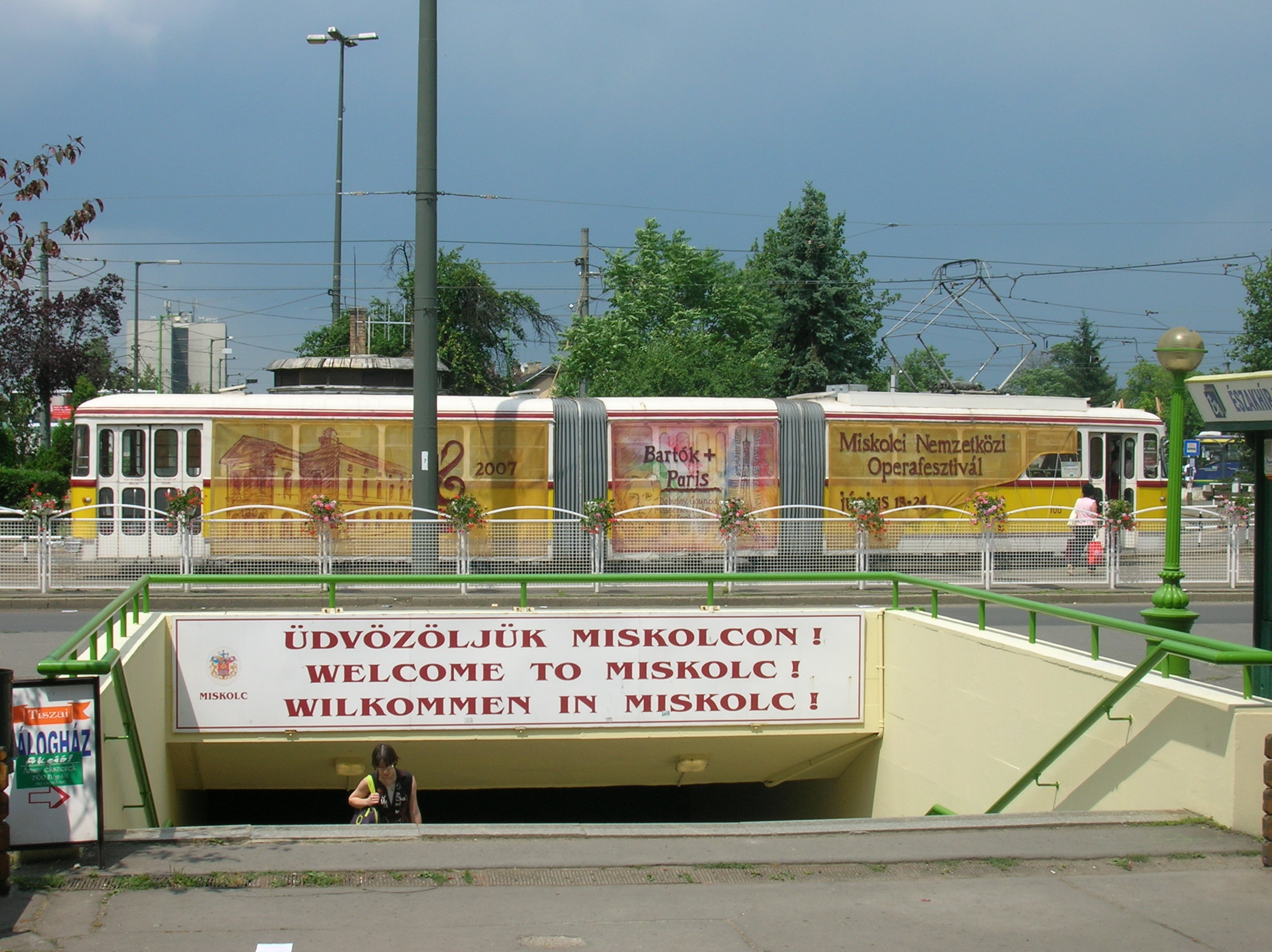
CsM-2 (Bengáli) vor dem Bahnhof Miskolc Tiszai während des Opernfestivals.

### Museumswagen

#### FVV CsM–2
Diese 3-türigen Einrichtungs-Gelenktriebwagen wurden von 1962 bis 1966 in der Betriebswerkstatt der Straßenbahn Budapest gebaut. Insgesamt elf Wagen kamen in Miskolc zum Einsatz. Wegen ihrer schlechten Laufeigenschaften aufgrund der starren Achsen und ihrer geringen Antriebsleistung wurden sie im Zeitraum von 1982 bis 1989 abgestellt. Lediglich Wagen 100 (Baujahr 1962) wurde im betriebsfähigen Zustand erhalten, renoviert und verkehrt als Museumsbahn. Er erhielt die ursprüngliche Budapester Lackierung. Insbesondere während des Miskolcer Opernfestivals kommt es zu regelmäßigen Einsätzen.

#### FVV CsM–4
Diese 10-türigen Zweirichtungs-Gelenktriebwagen wurden zwischen 1970 und 1978 als Nachfolger des CsM-2 hergestellt und konnten freizügiger in Straßenbahnnetzen ohne Wendeschleifen eingesetzt werden. Insgesamt 35 Wagen wurden nach Miskolc geliefert, die Produktion war zur Hauptwerkstatt der Straßenbahn Debrecen verlegt worden. Da auch dieses Modell die gleichen konstruktiven Nachteile wie der CsM-2 aufwies, wurden alle Wagen außer Nummer 151 (Baujahr 1973) zwischen 1991 und 2005 abgestellt. Wagen 151 wird noch gelegentlich eingesetzt, wenn Wagen 100 aufgrund einer Stumpfendstelle nicht zum Einsatz kommen kann. Er wurde jedoch im Gegensatz zu Wagen 100 nicht renoviert.

#### SGP E1
In den Jahren 2002 bis 2004 kamen insgesamt 25 gebrauchte Einrichtungs-Gelenktriebwagen SGP E1 von der Straßenbahn Wien nach Miskolc. Bei diesen Wagen handelt es sich um Lizenzbauten der Duewag-Einheitswagen. Die in Miskolc eingesetzten Wagen wurden in den Jahren 1967 bis 1969 hergestellt. Betriebsfähig werden nur 17 Wagen vorgehalten, die in Miskolc die Wagennummern 180 bis 186 und 188 bis 197 tragen. Die übrigen Wagen dienen als Ersatzteilspender. Die Wiener Wagen wurden auf der Linie 0 und 2 eingesetzt, ehe sie am 14. März 2015 endgültig abgestellt wurden.

#### Lohner c3Beiwagen
Gemeinsam mit den vorgenannten Triebwagen kamen auch sechs Lohner c3 Beiwagen aus Wien nach Miskolc sowie vier weitere als Ersatzteilspender. Sie wurden zwischen 1959 und 1962 gebaut. Die Beiwagen befinden sich nicht mehr im Fahrgasteinsatz. Sie wurden am 3. Mai 2010 endgültig abgestellt.